# Rzęsorek rzeczek
Rzęsorek rzeczek (Neomys fodiens) – gatunek niewielkiego ssaka owadożernego z rodziny ryjówkowatych.

## Występowanie i środowisko
Europa i Azja. W Polsce występuje na całym obszarze kraju, nad rzekami i strumieniami o czystym nurcie i czystym, żwirowatym lub piaszczystym dnie, również nad jeziorami, stawami i na terenach bagiennych.

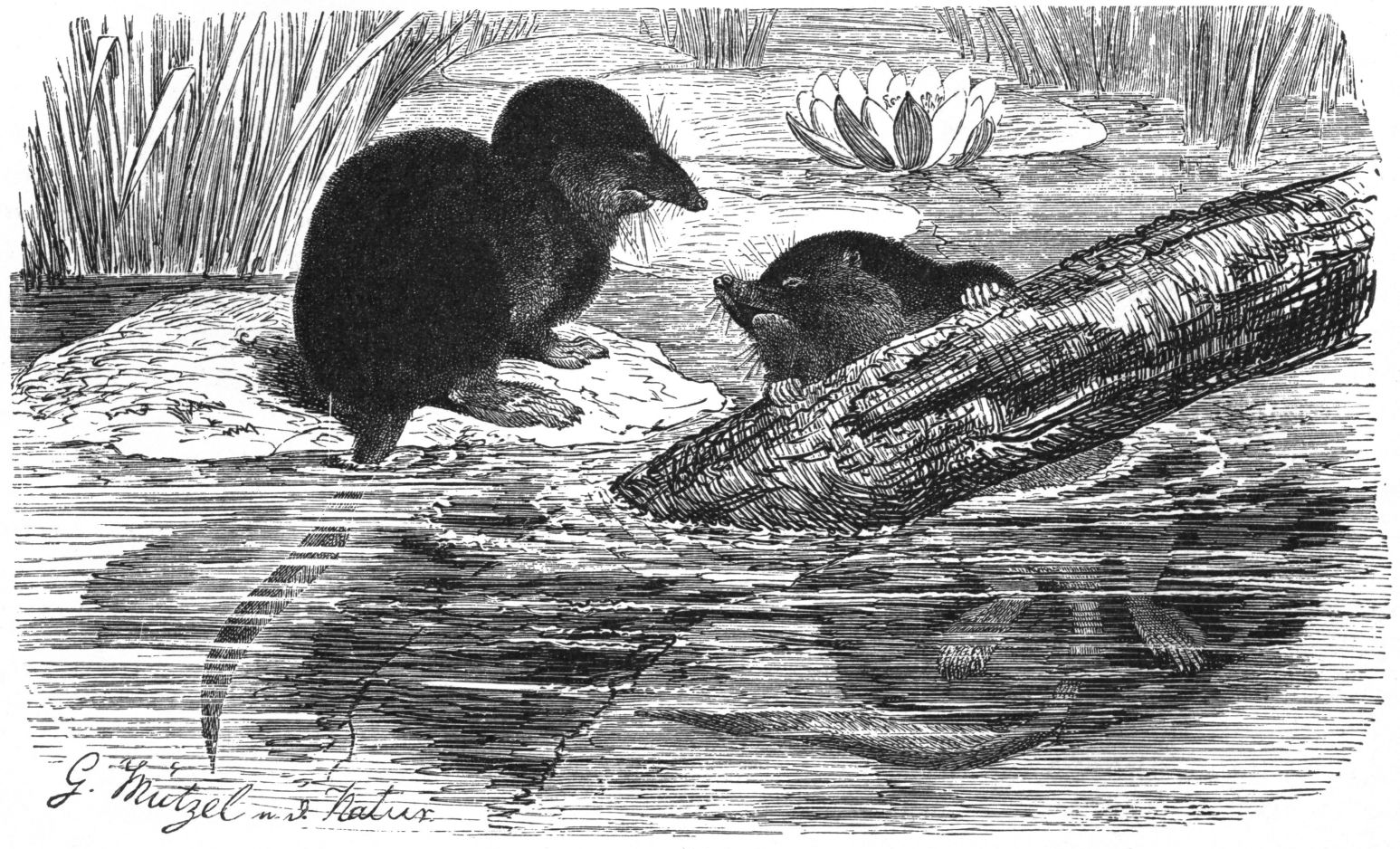

## Wygląd
Długość ciała: do 96 mm, długość ogona: do 80 mm, masa ciała: 9-25 g. Sierść gęsta, ciemna na stronie grzbietowej; wyraźna granica między ciemną sierścią na grzbiecie i jaśniejszą (prawie białą) sierścią na brzuchu. Powierzchnia palców tylnych łap pokryta sztywnym, dłuższym włosem (przystosowanie do pływania). Uszy ledwo wystające z futerka. Długi ogon, służący przy pływaniu jako ster, ma na spodniej stronie kil z białych, szczeciniastych włosów.

## Tryb życia
Aktywny dniem i nocą. Zwykle żyje samotnie. Wspaniale biega i nurkuje, a także potrafi biegać po dnie zbiorników wodnych i cieków w których żyje. Ma toksyczną ślinę, którą paraliżuje zdobycz. Jest jednym z trzech w Polsce jadowitych ssaków obok rzęsorka mniejszego i ryjówki aksamitnej. Przy zanurzaniu się w wodzie między ościstymi włosami gęstego futra pozostaje mnóstwo małych pęcherzyków powietrza. Nadają one rzęsorkowi srebrzysty wygląd, chronią przed utratą ciepła, ale i wypychają ku górze. Rzęsorek rzeczek poluje również na lądzie. Kopie korytarze w nadbrzeżnych skarpach. Korytarze wejściowe jego budowli są tak wąskie, że przepychając się przez nie mokry rzęsorek wyciska niemal całą wodę z futerka. Swoje gniazdo wyścieła częściami roślin. W swojej kryjówce regularnie gromadzi zapasy.

## Pokarm
Odżywia się głównie zwierzętami wodnymi, jak larwy owadów, kijanki, małe ryby, ślimaki.

## Rozmnażanie
Okres godowy trwa od kwietnia do września. Ciąża 24-27 dni. Od 2 do 3 miotów w roku, po 4-8 młodych w miocie; samodzielność młode osiągają już w wieku 6 tygodni; dojrzałość płciową uzyskują w 4 miesiącu życia; młode urodzone wczesną wiosną mogą rozmnażać się jeszcze tego samego roku.

## Inne uwagi
- Jest ogniwem w przenoszeniu tularemii.
- W Polsce podlega częściowej ochronie gatunkowej[9].